# Edward Benjamin Scheve

Edward Benjamin Scheve um 1915

Zeitungsbericht über ein Konzert Scheves in der Alten Philharmonie Berlin (April 1910)

Frohe Lieder (von Scheve besorgtes Liederbuch für Sonntags=Schulen, 1898)

Edward Benjamin Scheve (auch Eduard B. Scheve) (* 13. Februar 1865 in Herford; † 1924 in Longmont, Boulder County, USA), war ein deutsch-amerikanischer Komponist und Musikpädagoge.

## Leben
Edward Benjamin Scheves Vater war Eduard Scheve, Baptistenpastor und Begründer der evangelisch-freikirchlichen Diakonie, seine Mutter dessen Ehefrau Adelheid, geborene Schöneborn (1836–1869), die vermutlich erste Diakonisse des deutschen Baptistenbundes. Er war das älteste von vier Kindern, die aus dieser Verbindung hervorgingen. Bereits vier Jahre nach seiner Geburt verstarb seine Mutter nach einer schweren Krebserkrankung. Sein Vater heiratete 1870 in zweiter Ehe Berta Albers, mit der er sechs weitere Kinder hatte.
Nach dem Besuch des Kölner Gymnasiums und des Geisenheimer Instituts studierte er von 1885 bis 1888 Klavier an Franz Kullaks Berliner Neuen Akademie der Tonkunst. Seine Lehrer waren Konig, Friedrich Grunicke (Orgel) und Becker (Klavier). Von 1886 bis 1888 lehrte er auch an dieser Akademie.
1888, im Alter von 23 Jahren wanderte er in die USA aus. Zunächst lebte er in Rochester und arbeitete als Lehrer und Organist der First Baptist Church. 1902 wurde er nach Chicago als Direktor des Deutsch-amerikanischen Konservatoriums und als Organist der First German Baptist Church berufen. Seit 1906 lehrte er Komposition am Grinnell College in Iowa. 1912 wurde er zum Musikdirektor des College ernannt.
Scheve war seit 1890 verheiratet mit Lina Amelia, geborene Grosch (1866–1955). Das gemeinsame Grab befindet sich auf dem Hazelwood Cemetery in Grinnell.

## Werke

### Kompositionen (Auswahl)
Scheve komponierte verschiedene Werke für Orchester, Chor und Soli. Hier eine Auswahl:
- Sinfonie in D-Moll, Op. 38 (ca. 1917)
- Festmarsch für Orchester, Chor und Orgel ad lib., Op. 12 (ca. 1909)
- Klavierkonzert, Op. 20 (ca. 1913)
- Violinkonzert in Es-Dur, Op. 35
- Violinsonate in C-Moll
- Four Sketches für Violine, Cello und Klavier
- Oratorium The Death and Resurrection of Christ, Op. 11 (ca. 1906)
- Kantate A Song of Penitence (dt. Bußgesang) für Soli, Chor und Orchester, Op. 17 (ca. 1917)
- Klavier-Suite Twilight-Pictures, Op. 29
- Meditations on Psalms für Klavier und Violine ad lib., Op. 31
- Orgelsonate in Es-Dur
- Suite Religioso für Orgel, Op. 18
- 24 Preludes and Postludes für Orgel, Op. 9

Des Weiteren schrieb er auch viele Lieder, Hymnen und kleinere Klavierstücke. 

### Buchveröffentlichungen (Auswahl)
- Frohe Lieder. Zum Gebrauch in Sonntags-Schulen. 2. Auflage [„für die Brüderkirche in Amerika“]. German Baptist Publication Society: Cleveland, Ohio, 1895.